# Троповци
Троповци (словен. Tropovci, мађ. Murafüzes) су насељено место у општини Тишина, Помурска регија, Словенија.

## Историја
До територијалне реорганизације у Словенији били су у саставу старе општине Мурска Собота.

## Становништво
У попису становништва из 2011. године, Троповци су имали 521 становника.
| Број становника према пописима | Број становника према пописима | Број становника према пописима |
| ------------------------------ | ------------------------------ | ------------------------------ |
| 1991                           | 2002                           | 2011                           |
| 467                            | 488                            | 521                            |